# إريكا سواجيري
إيريكا سواجيري (باليابانية: 沢尻 エリカ) (بالروماجي: Erika Sawajiri) هي ممثلة ومغنية وعارضة أزياء يابانية ولدت يوم 8 أبريل 1986 بنيريما، طوكيو.كانت بدايات إيريكا سنة 1999 كعارضة أزياء في بعض المجلات وفي سنة 2002 عملت كممثلة للمرة الأولى في فلم «مونداي نو ناي واتاشيتاشي» ثم توالت مسيرة العطاء لديها بعد ذلك، بيد أن الكثيرين يجمعون على أن أهم دور قامت به هو دور «أيا كيتو» سنة 2005 في دراما «لتر من الدموع» والذي يحكي قصة حقيقية عن ايا التي أصيبت بمرض عصبي في سن مبكرة (15 عاما) وتحكي به معاناتها مع مرضها حتى وفاتها وهذا الدور حققت إيريكا من ورائه مجموعة من الجوائز.كما حققت شهرة واسعة بدورها في دراما«أغنية للشمس» حيث لعبت دور البطولة المطلق لشخصية كاورو أماني وَقامت بإصدار أول ألبوم موسيقي تجاري بنفس اسم الدراما أغنية الشمس ناهيك عن دورها في فيلم شينوبي حيث لعبت دور هوتاروبي، وفي يناير 2009 تزوجت إيريكا بتسويوشي تاكاشيرو ذو ال 44 عاما. اما بخصوص مشوارها الغنائي فقد غنت إيريكا العديد من الأغاني التي لاقت شهرة عالمية سواء داخل اليابان أو خارجها.
في سنة 2007، توقفت إريكا عن التمثيل بعد ما تأثرت سمعتها العامة بتصريحاتها المثيرة للجدل وعلاقاتها الشخصية. عادت فيما بعد إلى التمثيل سنة 2010 في فيلم Helter Skelter حيثما حصلت على لقب أفضل ممثلة رئيسية في الدورة السادسة والثلاثين لجائزة أكاديمية اليابان للأفلام. في 16 نوفمبر 2019، ألقيَ عليها القبض بتهمة حيازة المخدرات، وَأثناءَ محاكمتها في يناير 2020، صرحت أنها لا تنوي استئناف مسيرتها المهنية.
بعدما توقفت للمرة الثانية، ستواصلُ إيريكا مجالها في التمثيل معَ مسرحية جديدة بعنوان عربة اسمها الرغبة (مسرحية) على مسرح طوكيو الوطني الجديد سنة 2024.

## السيرة الذاتية
وُلدت إريكا ساواجيري في 8 أبريل 1986 في نيريما بمحافظة طوكيو، لأم جزائرية قبايلية وأب ياباني ثري. وهي الأصغر بين ثلاثة أطفال. كان والدها مالكاً لستة عشر حصان سباق وَإيدو نو كوبان (エドノコバン) ، مما أتاح لإريكا العديد من الفرص لممارسة ركوب الخيل خلال طفولتها. اختفى والدها من المنزل عندما كانت إريكا في التاسعة من عمرها، وعاد عندما كانت في السنة الثالثة في المدرسة الثانوية، لكنه توفي بسبب السرطان في ذلك العام. كانت والدتها تدير مطعماً متوسطياً كانت تعمل فيه أحياناً.

## لائحة بأسماء الأعمال السينمائية التي شاركت فيها إيريكا سواجيري
الدراما :
- لتر من الدموع "2005"
- نورت بوينت - فريندس "2003"
- هيتوناتسو نو بابا أي "2003"
- أصبحت اما "2017"

الأفلام :
- كلوزيد نوت "2007"
- غوست ترين "2006"
- تيغامي "2006"
- شوغار أند سبايس - فومي زيكا "2006"
- تينشي نو تاماغو "2006"
- شاري "2006"
- ماميا كيوداي / ماميا بروذرز "2006"
- باشيغي "2005"
- أشوراجو نو هيتومي "2005"
- شينوبي " 2005"
- مونداي نو ناي واتاشيتاشي "2002"

## وصلات خارجية
- إريكا سواجيري على موقع IMDb (الإنجليزية)
- إريكا سواجيري على موقع ألو سيني (الفرنسية)
- إريكا سواجيري على موقع ميوزك برينز (الإنجليزية)
- إريكا سواجيري على موقع ميوزك برينز (الإنجليزية)
- إريكا سواجيري على موقع أول موفي (الإنجليزية)
- إريكا سواجيري على موقع قاعدة بيانات الفيلم (الإنجليزية)
- إريكا سواجيري على موقع كينوبويسك (الروسية)